# Burchten van de katharen

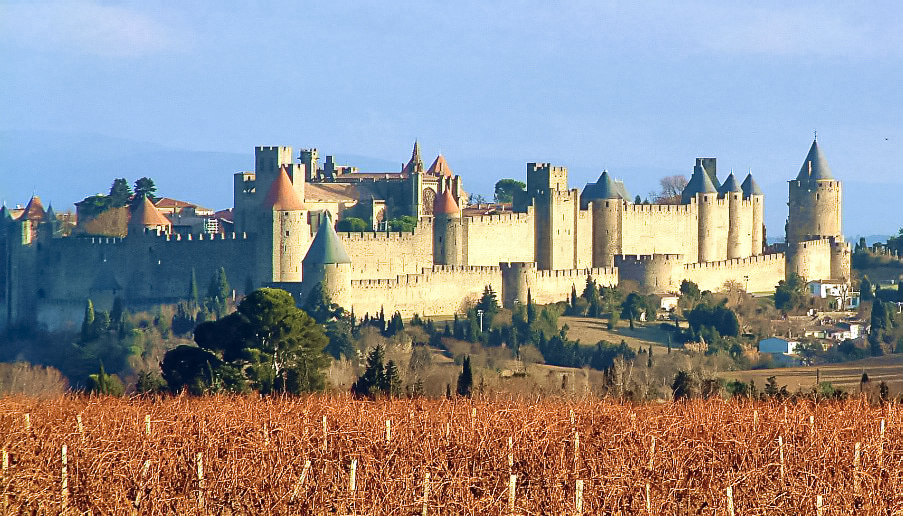
Carcassonne

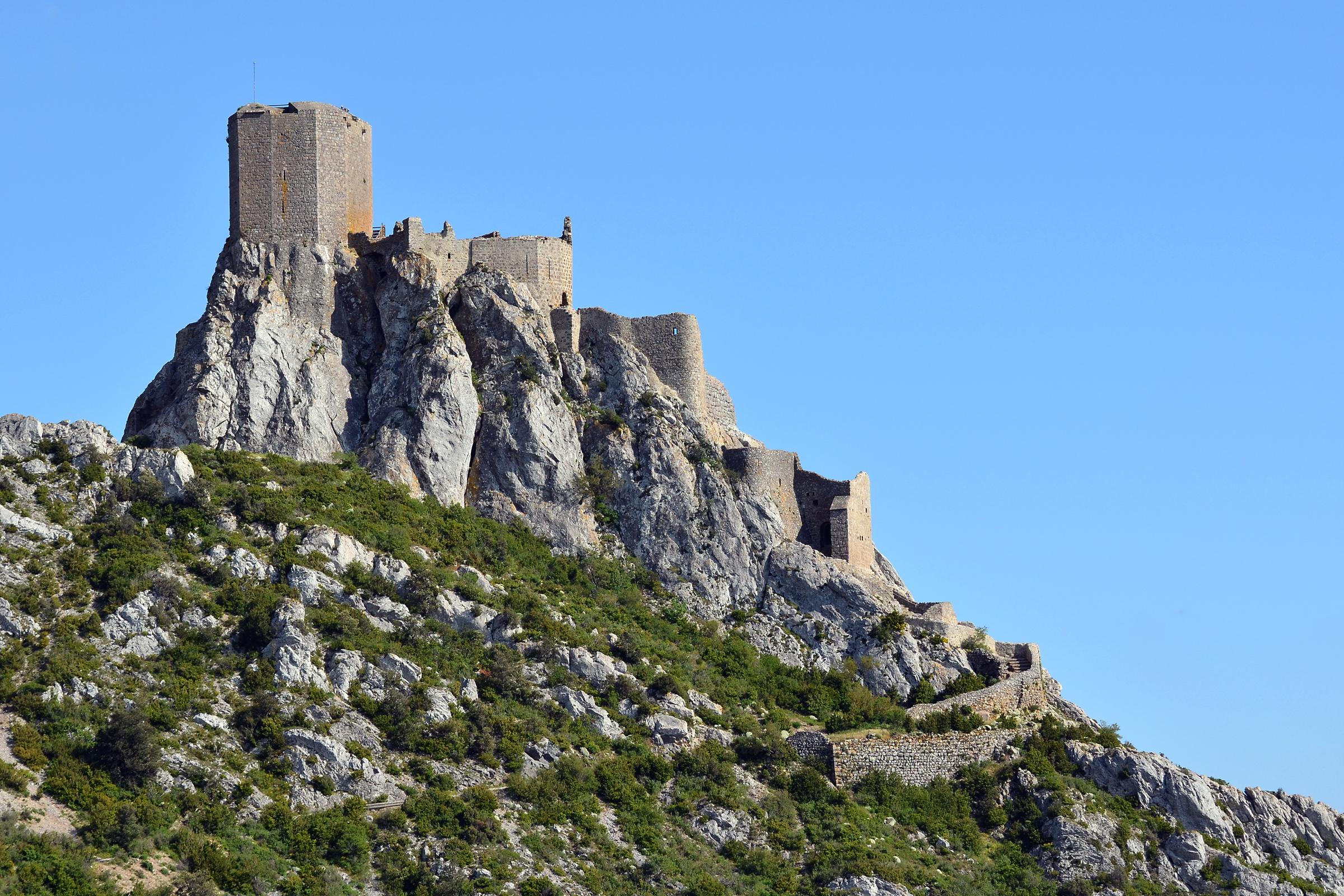
Quéribus

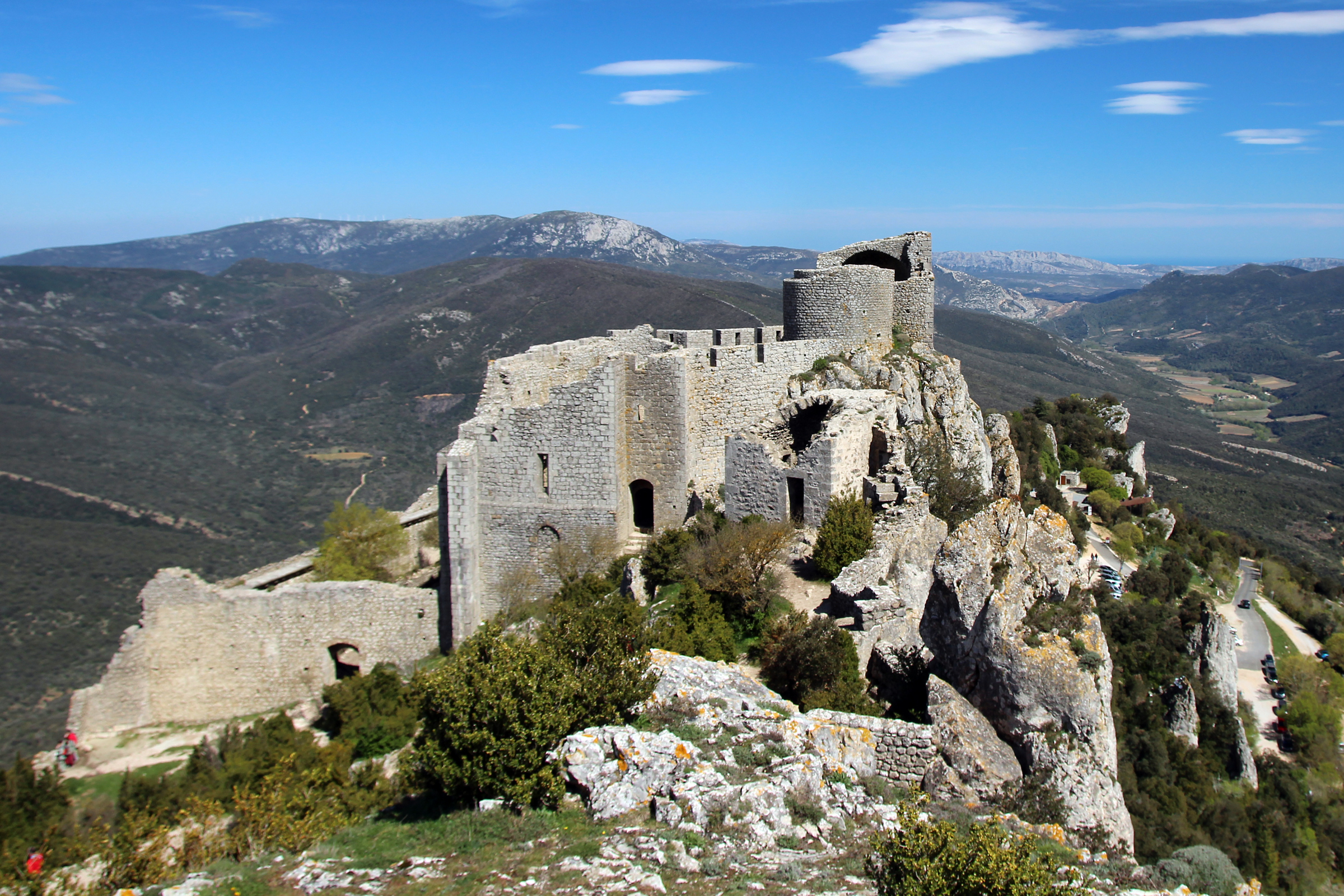
Peyreperthuse

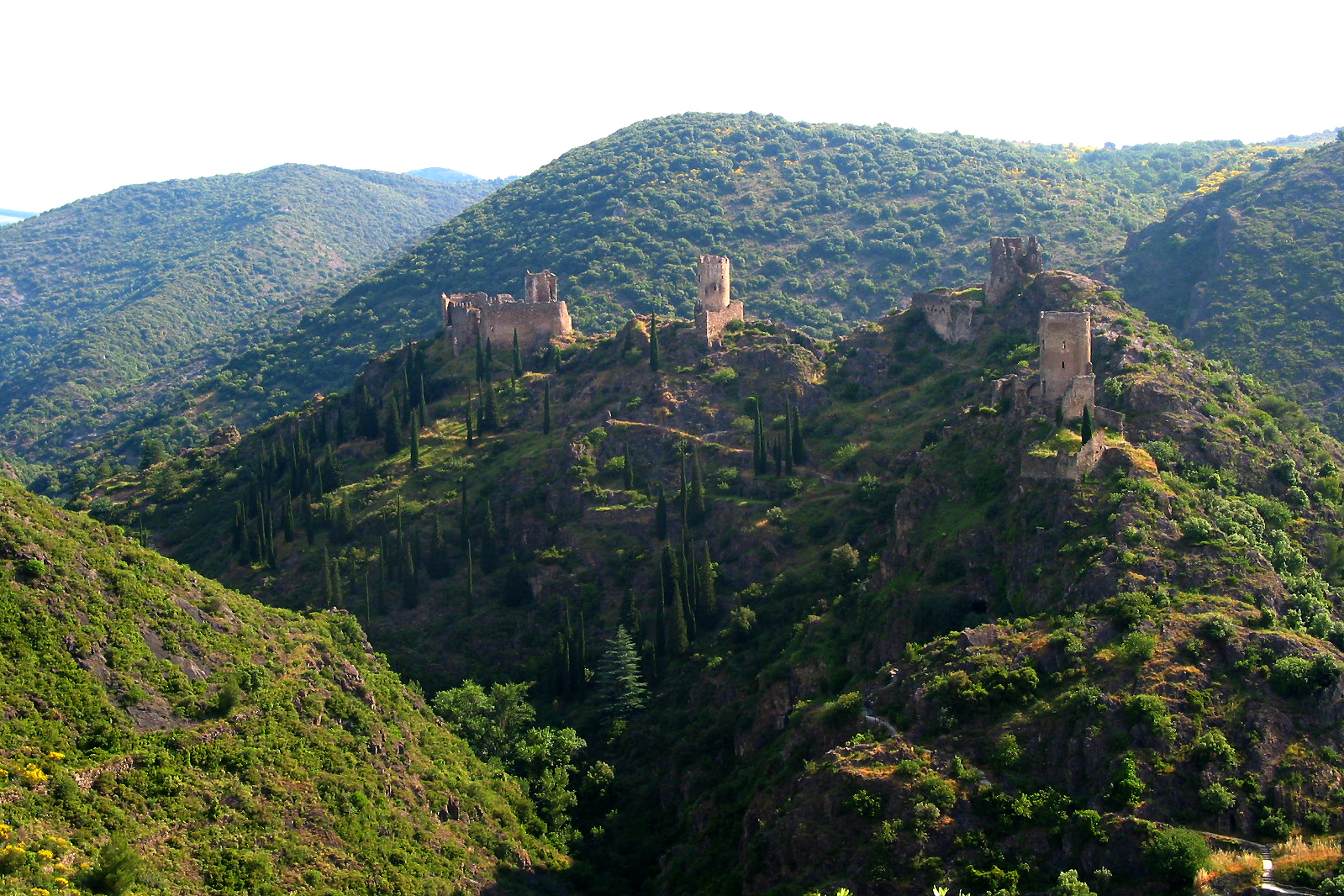
Lastours, burchten van de katharen

In het zuidelijk grensgebied van Zuid-Frankrijk bevinden zich naast vele andere kastelen burchten die dienden als toevluchtoord voor katharen, een religieuze groep uit de late middeleeuwen. Het merendeel van deze burchten bevindt zich in het departement Aude in de streek Les Corbières. Ze staan meestal op steile, afgelegen heuvels. Voor toeristen en geschiedenisliefhebbers zijn het populaire oorden voor een bezoek.

## Geschiedenis
De katharen of Albigenzen vormden een religieuze beweging die zich vanaf het midden van de twaalfde eeuw over een groot gedeelte van West-Europa verspreidde. Ze werden door de Katholieke Kerk vanwege hun afwijkende ideeën als ketter beschouwd. De door paus Innocentius III en vazallen van de Franse koning Filips II Augustus georganiseerde Albigenzische Kruistochten tegen de in het zuiden van Frankrijk invloedrijke katharen leidden tot de val van de belangrijke stad Carcassonne. De katharen trokken zich als gevolg daarvan terug in afgelegen bergvestingen die voor hun belagers, de kruisvaarders, moeilijk te bereiken en nauwelijks te veroveren waren. De vijandelijkheden gingen na de overgave van Carcassonne nog zo'n twintig jaar door. Ten slotte raakten de katharen met Peyrepertuse in 1240, Montségur in 1244 en Quéribus en Puilaurens in 1255 hun belangrijkste bolwerken kwijt.
In 1659, toen de Frans-Spaanse grens met het Verdrag van de Pyreneeën ongeveer vijftig kilometer in zuidelijke richting opschoof, verloren de burchten ook voor de overwinnaars hun militaire betekenis.

## Bekende burchten
- Kasteel van Peyrepertuse
- Château de Quéribus
- Château Quillan
- Kasteel van Montségur
- Château Roque Fixade
- Château de Montaillou
- Kasteel van Puivert
- Château d'Aquillar
- Château de Termes
- Château Villerouge Termenes
- Château de Puilaurens